# Laterális áramlási tesztek

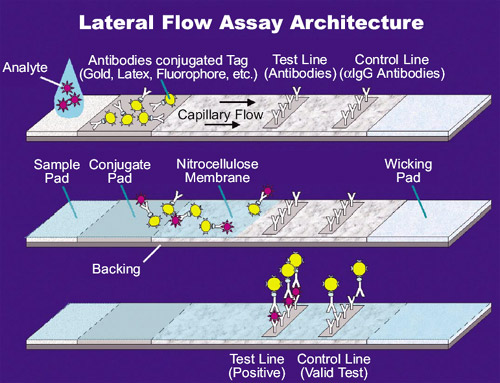
A NASA illusztrációja egy laterális áramlási vizsgálatról

A laterális áramlási tesztek (LFT), más néven laterális áramlási immunkromatográfiás vizsgálatok vagy gyorstesztek, olyan egyszerű eszközök, amelyek célja egy célanyag jelenlétének kimutatása folyékony mintában, speciális és költséges berendezések nélkül. Ezeket a teszteket széles körben használják az orvosi diagnosztikában otthoni tesztelésre, az ellátás helyén történő vizsgálatra vagy laboratóriumi használatra. Az otthoni terhességi teszt például egy LFT, amely egy bizonyos hormont mutat ki. Ezek a tesztek egyszerűek, gazdaságosak és általában körülbelül öt-30 perc alatt mutatnak eredményt. Számos laboratóriumi alkalmazás növeli az egyszerű LFT-k érzékenységét további speciális berendezések alkalmazásával.
Az LFT-k ugyanazon az elven működnek, mint az enzimhez kötött immunszorbiens tesztek (ELISA). Lényegében ezek a tesztek a folyékony mintát egy reaktív molekulákkal reagáló pad felületén vezetik végig, amely vizuálisan pozitív vagy negatív eredményt mutat. A párnák alapja egy sor kapilláris ágy, például porózus papírdarabok, mikroszerkezetű polimer vagy szinterezett polimer. Mindegyik párna képes spontán módon folyadékot (pl. vizeletet, vért, nyálat) szállítani.
A mintatampon szivacsként viselkedik, és megtartja a mintafolyadék feleslegét. Miután a folyadék átázott, a folyadék a második konjugált párnába áramlik, amelyben a gyártó fagyasztva szárított bioaktív részecskéket, úgynevezett konjugátumokat (lásd alább) tárolt egy só-cukor mátrixban. A konjugált pad tartalmazza a célmolekula (pl. antigén) és a részecske felületén immobilizált kémiai partnere (pl. antitest) közötti optimalizált kémiai reakcióhoz szükséges összes reagenseket. Ez jelöli a célrészecskéket, amint áthaladnak a párnán, és továbbhaladnak a teszt- és kontrollvonalak felé. A tesztvonal jelet mutat, gyakran színt, mint a terhességi teszteknél. A kontrollvonal affinitásligandumokat tartalmaz, amelyek megmutatják, hogy a minta átfolyt-e rajta, és a konjugált padban lévő biomolekulák aktívak-e. Miután áthaladt ezeken a reakciózónákon, a folyadék a végső porózus anyagba, a kanócba kerül, amely egyszerűen hulladéktartályként működik.
Az LFT-k működhetnek kompetitív vagy szendvicsvizsgálatként.

## Szinopszis

### Színes részecskék
Elvileg bármilyen színes részecske használható, azonban leggyakrabban latexet (kék szín) vagy nanométeres méretű aranyrészecskéket (piros szín) használnak. Az aranyrészecskék a lokalizált felületi plazmon-rezonancia miatt vörös színűek. Fluoreszcens vagy mágneses jelölésű részecskék is használhatók, ezek azonban elektronikus leolvasót igényelnek a vizsgálati eredmény értékeléséhez.

### Szendvicsvizsgálatok
A laterális áramlási tesztek szendvicsvizsgálati és kompetitív vizsgálati formái közötti különbség
A szendvicsvizsgálatokat általában nagyobb analitok esetében alkalmazzák, mivel ezek általában több kötőhellyel rendelkeznek. Ahogy a minta a teszten keresztül vándorol, először egy konjugátummal találkozik, amely egy vizuális címkével, általában kolloid arannyal jelölt, a célanalitra specifikus antitest. Az antitestek a mintában lévő célanalithoz kötődnek, és együtt vándorolnak, amíg el nem érik a vizsgálati vonalat. A tesztvonal a célanalitra specifikus immobilizált antitesteket is tartalmaz, amelyek kötődnek a vándorló, analithez kötött konjugált molekulákhoz. A tesztvonalon ekkor a koncentrált vizuális jelölésnek köszönhetően vizuális változás következik be, így megerősítve a célmolekulák jelenlétét. A szendvicsvizsgálatok többsége rendelkezik egy kontrollvonallal is, amely attól függetlenül megjelenik, hogy a célanalit jelen van-e vagy sem, hogy biztosítsa az oldalsó áramlási párna megfelelő működését.
A gyors, olcsó, szendvicsalapú tesztet általában otthoni terhességi tesztekhez használják, amelyek a humán koriongonadotropint, hCG-t mutatják ki a terhes nők vizeletében.

### Versenyképes tesztek
A kompetitív próbákat általában kisebb analitok esetében alkalmazzák, mivel a kisebb analitoknak kevesebb kötőhelyük van. A minta először a célanalit ellenanyagával találkozik, amelyet egy vizuális címkével (színes részecskékkel) jelölnek. A tesztvonal a célanalitot a felülethez rögzítve tartalmazza. Ha a célanalit nincs jelen a mintában, a nem kötött antitestek ezekhez a rögzített analitmolekulákhoz kötődnek, ami azt jelenti, hogy a vizuális jelölő megjelenik. Ezzel szemben, amikor a célanalit jelen van a mintában, az antitestekhez kötődik, hogy megakadályozza azok kötődését a tesztvonalon lévő rögzített analithez, és így nem jelenik meg vizuális marker. Ez abban különbözik a szendvicsvizsgálatoktól, hogy a sáv hiánya azt jelenti, hogy az analit jelen van.

### Kvantitatív vizsgálatok
A legtöbb LFT tisztán minőségi alapon történő működésre szolgál. Lehetőség van azonban a tesztvonal intenzitásának mérésére, hogy meghatározzák a mintában lévő analit mennyiségét. Az oldalirányú áramlási leolvasóként ismert kézi diagnosztikai eszközöket több cég is használja a teljesen kvantitatív vizsgálati eredmények megadására. A megvilágításhoz használt egyedi hullámhosszúságú fény és a CMOS vagy CCD detektálási technológia együttes alkalmazásával jelgazdag kép készíthető a tényleges tesztvonalakról. Kifejezetten az adott teszttípushoz és közeghez tervezett képfeldolgozó algoritmusok segítségével a vonalak intenzitása korrelálható az analitkoncentrációval. Az egyik ilyen kézi laterális áramlási eszközplatformot a Detekt Biomedical L.L.C. gyártja. Alternatív, nem optikai technikák is képesek kvantitatív vizsgálati eredmények közlésére. Az egyik ilyen példa a mágneses immunpróba (MIA), amely az LFT formájában szintén lehetővé teszi a mennyiségi eredmény elérését. A mintafolyadék kapilláris pumpálásában bekövetkező eltérések csökkentése egy másik megközelítés a minőségi eredményekről a mennyiségi eredményekre való áttérésre. A közelmúltban végzett munkák például a folyadék viszkozitásától és felületi energiájától független, állandó áramlási sebességű kapilláris pumpálást mutattak be.
A mobiltelefonok komoly lehetőségeket kínálnak a kvantitatív mérésekhez a laterális áramlásos vizsgálatokban, nemcsak a készülék kamerájának, hanem a fényérzékelőnek vagy a mobiltelefon akkumulátora által szolgáltatott energiának a felhasználásával is.

### Ellenőrző vonal
Bár nem feltétlenül szükséges, a legtöbb vizsgálat tartalmaz egy második vonalat, amely a szabad latexet vagy aranyat felvevő antitestet tartalmaz, hogy megerősítse a vizsgálat helyes működését.

### Vérplazma kivonása
Mivel a hemoglobin intenzív vörös színe zavarja a kolorimetriás vagy optikai detektáláson alapuló diagnosztikai tesztek leolvasását, a vérplazma leválasztása gyakori első lépés a diagnosztikai teszt pontosságának növelése érdekében. A plazma kivonható a teljes vérből integrált szűrőkön keresztül vagy agglutinációval.

### Gyorsaság és egyszerűség
A teszteredmény eléréséhez szükséges idő kulcsfontosságú tényező e termékek esetében. A tesztek kifejlesztése akár néhány percet is igénybe vehet. Általában kompromisszumot kell kötni az idő és az érzékenység között: az érzékenyebb tesztek kifejlesztése hosszabb időt vesz igénybe. Az ilyen formátumú tesztek másik fő előnye más immunoassay-kkel szemben a teszt egyszerűsége, mivel általában nem vagy csak kevés minta- vagy reagens-előkészítést igényel.

## Szabadalmak
Ez egy rendkívül versenyképes terület, és számos személy tart igényt szabadalmakra ezen a területen, leginkább az Alere (korábban Inverness Medical Innovations, jelenleg az Abbott tulajdonában), amely az eredetileg az Unipath által benyújtott szabadalmak tulajdonosa. A versenytársak egy csoportja vitatja a szabadalmak érvényességét. Számos más vállalat is rendelkezik szabadalmakkal ezen a területen.

## Alkalmazások
A laterális áramlási tesztek széleskörűen alkalmazhatók, és különböző minták, például vizelet, vér, nyál, verejték, szérum és egyéb folyadékok vizsgálatára alkalmasak. Jelenleg klinikai laboratóriumok, kórházak és orvosok használják őket a specifikus célmolekulák és génexpresszió gyors és pontos vizsgálatára. Az oldalirányú áramlási tesztek további felhasználási területei az élelmiszer- és környezetbiztonság, valamint az állatgyógyászat olyan vegyi anyagok, mint például betegségek és toxinok kimutatására. Az LFT-ket gyakran használják betegségek, például az ebola azonosítására is, de a legelterjedtebb LFT az otthoni terhességi teszt.

### COVID-19-vizsgálat
Az oldalsó áramlási tesztek döntő szerepet játszottak a COVID-19 tesztelésben, mivel előnyük, hogy 15-30 perc alatt eredményt adnak. A laterális áramlásos tesztek szisztematikus értékelését a COVID-19 világjárvány idején az Oxfordi Egyetemen kezdeményezték a Public Health Englanddel való brit együttműködés részeként. Az Egyesült Királyságban 2020 júniusában indult FALCON-C19 elnevezésű vizsgálat megerősítette néhány laterális áramlási eszköz (LFD) érzékenységét ebben a környezetben. A 64 vizsgált LFD közül négy rendelkezett kívánatos teljesítményjellemzőkkel; különösen az Innova SARS-CoV-2 antigén gyors minőségi tesztet vizsgálták kiterjedt klinikai értékelésen a helyszíni vizsgálatok során, és megállapították, hogy jó vírusantigén kimutatással/érzékenységgel és kiváló specificitással rendelkezik, bár a készlet meghibásodása és a képzés hiánya ronthatja a megbíhatóságot. Az értékelést követően az Egyesült Királyság kormánya 2021 januárjában úgy döntött, hogy az Operation Moonshot elnevezésű művelet részeként egyes angol középiskolákban bevezetik, hogy a tanulók és a tanárok naponta LFT-t végezzenek. A Medicines and Healthcare products Regulatory Agency (kb. az ottani NÉBIH) azonban 2021. január 19-én visszavonta a teszt engedélyét mert az Innova több készlete is hibás sorozat volt, amiket vissza is kellett hívniuk.
Az LFT-ket világszerte a COVID-19 tömeges vizsgálatára használták, és kiegészítik a COVID-19-re vonatkozó egyéb közegészségügyi intézkedéseket.
Néhány kormányon kívüli tudós komoly aggályokat fogalmazott meg az Innova LFD-k Covid-szűrésre történő használatával kapcsolatban. Jon Deeks, az angliai Birminghami Egyetem biostatisztika professzora szerint az Innova teszt "teljesen alkalmatlan" közösségi tesztelésre: „mivel a teszt az esetek akár a felét is kihagyhatja, a negatív teszteredmény a Covid19 fertőzés csökkent kockázatát jelzi, de nem zárja ki a teljesen a betegséget”. A szakértők kritikáját és a szabályozó hatóság engedélyének hiányát követően az Egyesült Királyság kormánya 2021. január közepén "szüneteltette" a napi LFT-vizsgálatokat az angol iskolákban.

## Fordítás
Ez a szócikk részben vagy egészben  a   Lateral flow test című angol Wikipédia-szócikk ezen változatának fordításán alapul.  Az eredeti cikk szerkesztőit annak laptörténete sorolja fel. Ez a jelzés csupán a megfogalmazás eredetét és a szerzői jogokat jelzi, nem szolgál a cikkben szereplő információk forrásmegjelöléseként.